# Christopher James Coyne
Christopher James Coyne (Woburn, Massachusetts, 17 de junho de 1958) é um ministro católico romano americano, atual arcebispo de Hartford.

## Biografia

### Início da vida e educação
Christopher Coyne nasceu em 17 de junho de 1958, em Woburn, Massachusetts , filho de Rita e Bill Coyne, um funcionário dos correios e um secretário paroquial. Ele tinha três irmãos mais velhos e três irmãs mais novas. Ele frequentou escolas públicas em Woburn, graduando-se na Woburn Memorial High School em 1976. Em 1980, Coyne recebeu o título de Bacharel em Administração de Empresas pela Universidade de Massachusetts Lowell em Lowell, Massachusetts. Para pagar a faculdade, ele trabalhou em vários empregos, incluindo períodos como salva-vidas da YMCA, no varejo na Sear's e como barman. [ 4 ] Por dois anos após a formatura, Coyne trabalhou como barman, e ocasionalmente trabalhava como barman para ganhar dinheiro como seminarista.  Tendo decidido entrar para o sacerdócio, Coyne matriculou-se em 1982 no Seminário St. John's em Boston. Ele se formou em 1986 com um grau de Mestre em Divindade.

### Sacerdócio
Em 7 de junho de 1986, Coyne foi ordenado sacerdote pela Arquidiocese de Boston pelo Cardeal Bernard Francis Law na Catedral da Santa Cruz em Boston. Após sua ordenação, a arquidiocese designou Coyne como vigário paroquial da Paróquia de Santa Maria das Colinas em Milton, Massachusetts.
Coyne foi para Roma em 1989 para estudar no Pontifício Instituto de Liturgia Sagrada. Em 1992, obteve sua Licenciatura em Teologia Sagrada e em 1994 seu grau de Doutor em Liturgia Sagrada. Em 1994, Coyne retornou a Boston para se tornar diretor do programa de pré-teologia no Seminário St. Em 2004, tornou-se membro adjunto do corpo docente lá. Coyne tornou-se diretor do Escritório de Culto arquidiocesano em 2000.
Em 2002, Coyne tornou-se secretário do gabinete para comunicações e porta-voz arquidiocesano no meio do escândalo de abuso sexual clerical na arquidiocese. De acordo com Coyne, ele recusou duas ofertas anteriores para o cargo do Cardeal Law. Ao aceitar o cargo, Coyne disse que disse a Law que não mentiria ou menosprezaria as vítimas e queria acesso total aos registros da arquidiocese. 
Em 27 de setembro de 2005, o sucessor de Law em Boston, o arcebispo Sean O'Malley , nomeou Coyne pastor da Paróquia Nossa Senhora Auxiliadora em Newton, Massachusetts  Alguns paroquianos que se opuseram à remoção do pastor anterior por O'Malley continuaram a pressionar por sua reintegração. Alguns se opuseram a Coyne como pastor por causa de seu trabalho para Law. Coyne solicitou uma transferência, que foi concedida no final de janeiro de 2006.Ele se tornou pastor da Paróquia de Santa Margarida Maria em Westwood, Massachusetts , em maio de 2006.

### Bispo Auxiliar de Indianápolis
Em janeiro de 2011, o Papa Bento XVI nomeou Coyne como bispo auxiliar de Indianápolis e bispo titular de Mopta. Em 2 de março de 2011, ele foi consagrado na Igreja de São João Evangelista em Indianápolis pelo Arcebispo Daniel Buechlein, com o Bispo Richard Lennon e o Bispo Paul Dennis Etienne servindo como co-consagradores. Coyne foi o primeiro bispo auxiliar na arquidiocese desde 1933.
Em março de 2011, Buechlein nomeou Coyne como vigário geral , cargo que ocuparia até 2016. De 21 de setembro de 2011 a 3 de dezembro de 2014, Coyne foi o administrador apostólico da arquidiocese, desde a aposentadoria antecipada de Buechlein devido a problemas de saúde até a posse do arcebispo Joseph William Tobin . Em novembro de 2014, Coyne foi eleito presidente do Comitê de Comunicação da Conferência dos Bispos Católicos dos Estados Unidos (USCCB).

### Bispo de Burlington

Brasão como Bispo de Burlington

O brasão usado pelo como Arcebispo Coadjutor

Em 22 de dezembro de 2014, o Papa Francisco nomeou Coyne bispo de Burlington. Sua instalação ocorreu em 29 de janeiro de 2015.
Em 28 de setembro de 2016, Coyne renunciou aos acordos de confidencialidade para todas as vítimas de abuso sexual do Orfanato St. Joseph em Burlington que haviam resolvido processos judiciais contra a diocese. Ele disse que queria que essas vítimas contassem suas histórias de abuso sem medo de serem processadas. Em 17 de dezembro de 2020, Coyne pediu desculpas às vítimas após a divulgação de um relatório investigativo do Estado de Vermont que verificou crimes de abuso sexual em St. Joseph:
Eu acredito piamente que crianças foram abusadas no orfanato. Ninguém está contestando isso. Qualquer vítima de abuso nas mãos do clero da igreja é uma coisa horrível e eu não posso me desculpar o suficiente.

### Arcebispo Coadjutor de Hartford
Em 26 de junho de 2023, o Papa Francisco nomeou Coyne como arcebispo coadjutor de Hartford, em Connecticut. Ele também serviria como administrador apostólico da Diocese de Burlington até que o papa nomeasse um novo bispo. Coyne fixou residência em Hartford com uma missa de boas-vindas em 9 de outubro de 2023. Em uma entrevista divulgada em 20 de novembro de 2023, Coyne expressou esperança de que a igreja um dia teria a oportunidade de ordenar "diaconisas" e sugeriu que o Vaticano fosse transferido para longe de Roma devido à natureza "endogâmica" da burocracia romana.

### Arcebispo Metropolitano de Hartford
Em 1º de maio de 2024, Coyne sucedeu Leonard Paul Blair como arcebispo metropolitano de Hartford.